# Весёлый Кут (Брянская область)
Весёлый Кут — посёлок в Брасовском районе Брянской области, в составе Локотского городского поселения. Расположен в 1,5 км от северо-западной окраины посёлка городского типа Локоть, у железнодорожной линии Брянск—Льгов. Население — 0 человек (2022).

## История
Возник в 1920-е годы; до 1975 года входил в состав Брасовского, Сныткинского сельсовета.
|    | 1926 | 1979 | 1989 | 2022 |
| -- | ---- | ---- | ---- | ---- |
| 78 | 41   | 17   | 2    | 0    |